# Fall Carl Campeau
Der Fall Carl Campeau war die Entführung und Geiselnahme des kanadischen UNO-Mitarbeiters Carl Campeau in Syrien.
Campeau wurde 2013 von der Terrororganisation Al-Nusra-Front verschleppt und konnte acht Monate später fliehen. 2016 wurde in Deutschland Suliman al-S. verhaftet, der zu den Bewachern von Campeau gehörte. Es war die erste Verhaftung eines mutmaßlichen syrischen Kriegsverbrechers in Deutschland seit Beginn des Syrischen Bürgerkrieges.

## Carl Campeau
Carl Campeau ist ein kanadischer Jurist, der für die Vereinten Nationen arbeitet. Er war u. a. für die UNO in Bosnien eingesetzt. In Syrien arbeitete er 2013 als Rechtsberater der „United Nations Disengagement Observer Force“, die die entmilitarisierte Zone zwischen Syrien und Israel in den Golanhöhen überwacht.

## Entführung
Im Februar 2013 in Damaskus wurde der UNO-Mitarbeiter und kanadische Staatsbürger Carl Campeau von der Al-Nusra-Front entführt. Auf einer Zufahrtsstraße nach Damaskus geriet er an einen Checkpoint. Als er die Situation erkannte, bot er den Kämpfern 450 US-Dollar, die er bei sich trug, und sein UNO-Fahrzeug an. Die Kämpfer nahmen das Geld, das Auto und alles, was Campeau bei sich trug, und nahmen ihn gefangen.
Die Gruppe verlangte für die Freilassung des Kanadiers sieben Millionen US-Dollar Lösegeld. Weder die UNO noch der Staat Kanada waren bereit, Lösegeld zu zahlen. Nach acht Monaten in Geiselhaft gelang Campeau die Flucht.
Anfang Oktober 2017 erschien sein Buch „Meine Seele kriegt ihr nie“ im Herder Verlag. Darin schildert er sowohl seine Entführung und Gefangenschaft wie seinen beschwerlichen Weg zurück ins Leben. Das entsprechende Hörbuch wurde in Deutschland von Claus Vester eingesprochen.

## Ermittlungen
Nachrichtendienste nahmen die Beschreibung von Carl Campeau zur Zeit seiner Gefangenschaft zu Protokoll. 
Als anerkannter Asylbewerber hatte Suliman al-S. über Monate im schwäbischen Backnang gelebt und an einer Schule Deutsch gelernt. Mit Unterstützung syrischer Freunde hatte er im Rems-Murr-Kreis eine Arbeitsstelle gefunden.
Durch einen Tipp der Nachrichtendienste kamen die Ermittler in Deutschland auf die Spur von Suliman Al-S. Dieser hatte sich aus Sicht der deutschen Ermittler unter dem Kampfnamen Abu Adam der Al-Nusra-Front angeschlossen, dem syrischen Ableger von al-Qaida. Suliman Al-S. gehörte demnach zu der Terroreinheit, die Carl Campeau entführte. Gegenüber deutschen Behörden identifizierte Campeau dann den jungen Syrer als einen seiner Bewacher. Al-S. habe stets eine selbst gebastelte Handgranate an einer Halskette vor seiner Tarnweste getragen. „Mir hat man erklärt, dass er die Handgranate zünden wolle, falls er gefasst werde“, sagte Campeau.
Am 17. Januar 2016 nahmen Beamte der Polizei Baden-Württemberg Suliman Al-S. fest. Der Angeklagte wurde am 20. September 2017 vom OLG Stuttgart zu 3 Jahren und 6 Monaten Haft verurteilt.